# Walter Schwimmer

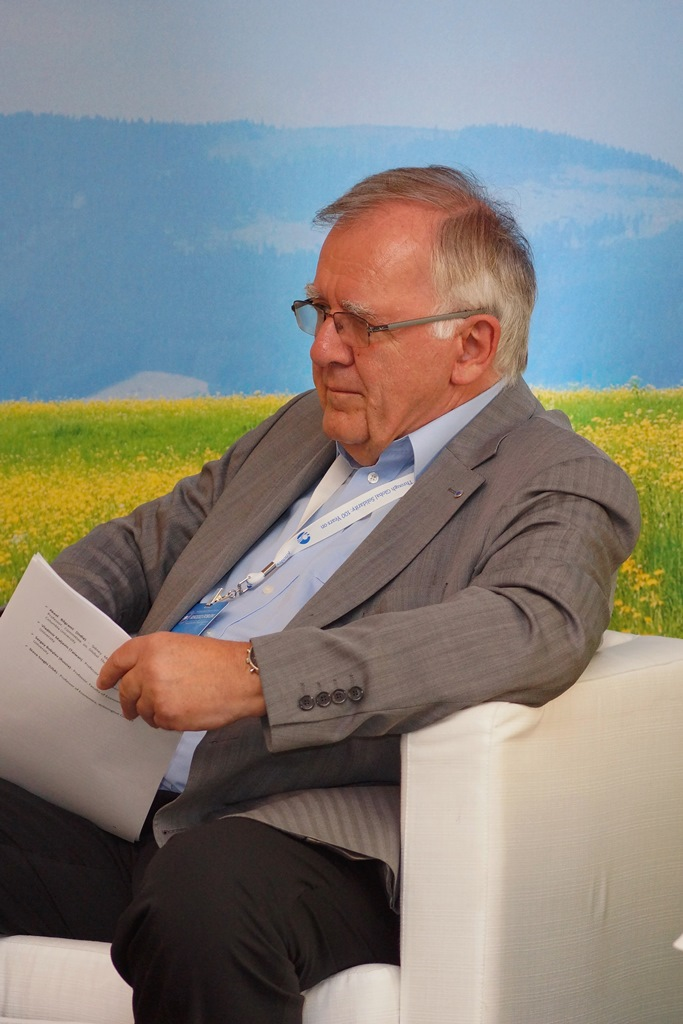
Walter Schwimmer (2014)

Walter Schwimmer (* 16. Juni 1942 in Wien; † 12. März 2025) war ein österreichischer Politiker der ÖVP. Der Jurist war von 1971 bis 1999 Mitglied des österreichischen Nationalrats und von 1999 bis 2004 Generalsekretär des Europarats.

## Leben

### Herkunft und beruflicher Werdegang
Walter Schwimmer war Sohn eines Bäckers und einer Verkäuferin. Er besuchte das Realgymnasium und studierte Rechtswissenschaft an der Universität Wien. Dort promovierte er 1964, wurde Rechtsberater der Gewerkschaft der Privatangestellten beim ÖGB (Österreichischen Gewerkschaftsbund). 1971 wechselte er zunächst als Leiter des Sozialen und später des Politischen Ausschusses zum ÖAAB (Österreichischen Arbeiter- und Angestelltenbund). 1979 wurde er Leiter der Beitragsabteilung der Wiener Gebietskrankenkasse. Von 1984 bis 1999 war er dort Generaldirektor-Stellvertreter, zu seinem Arbeitsbereich gehörten die Beitrags- und Versicherungsangelegenheiten einschließlich der Beitragsprüfung dieses großen Sozialversicherungsträgers.

### Innenpolitische Tätigkeit
Seit seiner Studienzeit Mitglied der Österreichischen Volkspartei (ÖVP), wurde Schwimmer 1971 in den Nationalrat gewählt. Schwimmer gehörte dem Nationalrat bis 1999 in acht aufeinanderfolgenden Legislaturperioden an. Er war stellvertretender ÖVP-Fraktionsvorsitzender, Vorsitzender der Ausschüsse für Gesundheit, für Justiz und für Bauten sowie stellvertretender Vorsitzender des Ausschusses für soziale Angelegenheiten. Schwimmer war von 1977 bis 1981 Vize-Präsident, von 1982 bis 1999 Präsident der Österreichisch-Israelischen Gesellschaft.

### Tätigkeit im Europarat
Schwimmer gehörte seit 1990 der österreichischen Delegation bei der Parlamentarischen Versammlung des Europarats an, wurde dort 1996 Vorsitzender der Fraktion der Europäischen Volkspartei-Christdemokraten, Vizepräsident der Versammlung, stellvertretender Vorsitzender des Rechts- und Menschenrechtsausschusses, Vorsitzender des Unterausschusses für internationale Wirtschaftsbeziehungen sowie Berichterstatter für den Beitritt der Slowakei zum Europarat.
Im Juni 1999 wählte ihn die Parlamentarische Versammlung als Nachfolger des Schweden Daniel Tarschys zum Generalsekretär des Europarats. Bei der turnusmäßigen Neuwahl des Generalsekretärs am 22. Juni 2004 unterlag Schwimmer dem Briten Terry Davis. Er erhielt in der Parlamentarischen Versammlung lediglich 91 Stimmen, Davis erhielt 157. Schwimmer hat das Amt am 1. September 2004 abgegeben.

### Ehrenämter
Schwimmer war als Berater für Internationale Beziehungen und Europafragen, sowohl für Regierungen als auch für Unternehmungen tätig. Er engagierte sich ehrenamtlich für den Dialog der Kulturen und ist u. a. seit 2004 Generalsekretär der Maison de la Méditerranée-Fondazione Mediterraneo in Neapel, war Vorsitzender des Internationalen Koordinationsausschusses des World Public Forum-Dialogue of Civilizations (Wien) und ist Mitgründer (mit Wladimir Iwanowitsch Jakunin) und Aufsichtsratsmitglied des in Berlin ansässigen Dialogue of Civilizations Research Institute. Er war 1. Vizepräsident der Europäischen Vereinigung ehemaliger Abgeordneter aus Mitgliedsstaaten des Europarates.

## Privates
Walter Schwimmer war zuletzt in zweiter Ehe mit Martina Pucher-Schwimmer, ehemals Bezirksvorsteher-Stellvertreterin (ÖVP) in Wien-Margareten verheiratet und hatte zwei Söhne aus erster Ehe.
Er starb im März 2025 im Alter von 82 Jahren.

## Ehrungen und Auszeichnungen
Schwimmer wurde unter anderem mit dem Großen Goldene Ehrenzeichen am Bande für Verdienste um die Republik Österreich (2005), dem Großkreuz des Sterns von Rumänien, dem mexikanischen Orden vom Aztekischen Adler (Águila Azteca) und hohen italienischen, san-marinesischen und litauischen Orden ausgezeichnet. Er ist Ritter der französischen Ehrenlegion.